# Tipula (Platytipula) ecaudata
Tipula (Platytipula) ecaudata is een tweevleugelige uit de familie langpootmuggen (Tipulidae). De soort komt voor in het Palearctisch gebied.